# Parahormius gylippus
Parahormius gylippus är en stekelart som beskrevs av Nixon 1940. Parahormius gylippus ingår i släktet Parahormius och familjen bracksteklar. Inga underarter finns listade i Catalogue of Life.